# Crisis de la cochinilla
La crisis de la cochinilla fue una depresión económica que se produjo en el archipiélago Canario en la segunda mitad del siglo XIX, a principios de 1880, y que se caracterizó por la pérdida de valor en los mercados internacionales de la cochinilla.

## Orígenes
Durante la primera mitad del siglo XIX las clases dominantes, en especial los sectores burgueses, trataron de reajustar el sistema productivo y comercial para remontar la larga crisis del sector vinícola y exportador en general. Exceptuando algunos años comprendidos entre 1800 y 1820, las guerras napoleónicas, etc., la situación general fue de crisis larvada anteriormente y complicada por la independencia de las colonias españolas en América, lo que se traducía en los escasos volúmenes de vinos, aguardientes, barrilla y orchilla exportados, principalmente a Inglaterra. 
En este momento de recesión del sector extravertido de la economía canaria se produjo, como era habitual en la época, una mayor presión sobre el sector subsistencial –agricultura de medianías- que se tradujo en un incremento de la producción de cereales y en un endurecimiento de las condiciones de arrendamiento, para de esta manera asegurarse los propietarios las rentas. A pesar de esta ‘recuperación’ del sector subsistencial se sucedieron hambrunas y epidemias, estando esta situación agravada por la imposibilidad de emigrar a América –la principal válvula de escape de las tensiones sociales- durante las décadas de 1820-1830.
Desde la década de los años veinte se introdujo y se inició el proceso de aclimatación de la cochinilla, que se convirtió en el primer producto de exportación canario desde 1848 hasta 1852 aproximadamente, llegando a representar el 90% del total de las exportaciones y evitando durante algunos años la deficitaria situación tradicional de la balanza comercial. 
Los factores principales que estimularon la producción masiva y su éxito radican en la buena adaptación al clima canario, la proclamación de la Ley de Puertos Francos de Canarias y con ello la adopción de una política librecambista adoptada por el gobierno británico y la epidemia que comenzó en México y que posteriormente se extendió por todo Centroamérica, asolando las plantaciones de cochinilla.
Estos tres elementos propiciaron el ‘boom’ de este cultivo y que fuese cultivado por grandes y pequeños propietarios. Los últimos años de la década de 1850 y la década de 1860 fueron los de alza, y la cochinilla llegó a venderse a precios elevados en los mercados europeos, británicos y franceses. En 1853 la libra de cochinilla se cotizaba a 23,75 reales de vellón ; veinte años más tarde se había depreciado y se vendía a 7,5 reales de vellón. A pesar de la constante depreciación se siguió produciendo cochinilla hasta la década de 1880. La situación de euforia de los primeros veinte años y algunas implicaciones de este ciclo nos la relata, de forma algo exagerada, J. Mateo Díaz de la siguiente manera:
Del cultivo y exportación de este bicho vivieron espléndidamente las Canarias durante el tercer lustro del siglo pasado, pues los fabricantes europeos pagaban por él precios magníficos [...]. Esta actividad fue excitada en gran parte por el nuevo tráfico marítimo y el contacto con los numerosos extranjeros que habían llegado a las islas y en ellas se habían establecido [...]. Con los ingresos procedentes de la cochinilla se pusieron los puntales de nuestro actual desenvolvimiento. El negocio de la cochinilla fue la primera sacudida fuerte de los canarios para incorporarse a la vida económica mundial”.
Entre 1845 y 1853 el valor exportador pasó de 14.187 libras a 275.114. La euforia se incrementaba al tiempo que decaían los precios y no se buscó una alternativa basada en el control de la producción, que se iba incrementando y extendiendo hacia zonas no aptas, con rendimientos decrecientes. La década de 1860 fue la de mayor auge.

## Inicios de la Crisis
De la euforia se pasó a la depresión, la cotización exterior del producto bajaba y se avecinaba una crisis de gran importancia que se basaba en los efectos de la contracción económica mundial de la década de 1870, en la introducción en el mercado de anilinas sintéticas de menor coste de producción que la ‘cochinilla, en la irracional política de acumulación de ‘stocks’ en los mercados europeos, que contribuía a depreciar aún más el producto así como la excesiva extensión territorial del cultivo de nopales, que, además de generar rendimientos decrecientes, imposibilitaba el generar otra alternativa exportadora y limitaba el desarrollo de los cultivos de subsistencia, y por último, a la recuperación de las plantaciones centroamericanas. La crisis estaba servida.

## Consecuencias
Los efectos de la crisis fueron brutales, aunque Europa seguiría demandando cochinilla centroamericana hasta bien entrado el siglo XX. La década de 1880 será de emigración masiva y de reajuste de la agricultura. La crisis de la cochinilla trajo consigo el incremento de la dependencia del exterior y de las actividades urbanas, subida de los precios de los productos de subsistencia. Al mismo tiempo, las firmas inglesas penetraron en las islas y las convirtieron en ‘colonias sin bandera’, que tenían para los británicos tres funciones claramente definidas, que eran: ser una importante estación carbonera, ser un pródigo centro de producción de ciertos frutos y un saludable rincón de vacaciones.
Para salir de la crisis se intentó reproducir parcialmente el modelo cubano mediante el cultivo del tabaco y la vuelta a la caña de azúcar, o como la ‘prudente’ política tinerfeña de mantener la cochinilla. Ambos intentos fracasaron, y la recuperación vino de manos del capitalismo inglés, que interesado en los puertos canarios como base de carboneo, también se introdujo en el agro canario.